# Liste der Stolpersteine in Sprendlingen
Die Liste der Stolpersteine in Sprendlingen enthält alle Stolpersteine, welche von Gunter Demnig in Sprendlingen verlegt wurden. Sie sollen an die Opfer des Nationalsozialismus erinnern, die in Sprendlingen ihren letzten bekannten Wohnsitz hatten, bevor sie deportiert, ermordet, vertrieben oder in den Suizid getrieben wurden.
Hinweis: Die Liste ist sortierbar. Durch Anklicken eines Spaltenkopfes wird die Liste nach dieser Spalte sortiert, zweimaliges Anklicken kehrt die Sortierung um. Durch das Anklicken zweier Spalten hintereinander lässt sich jede gewünschte Kombination erzielen.
Anklicken des Bildes vergrößert das Bild.

## Liste der Stolpersteine
| Adresse                                    | Verlegedatum  | NS-Opfer                            | Inschrift                                                      | Bild                                                      | Kollektion                                    |
| ------------------------------------------ | ------------- | ----------------------------------- | -------------------------------------------------------------- | --------------------------------------------------------- | --------------------------------------------- |
| St. Johannerstraße 2 · Sprendlingen ·      | 28. März 2009 | Julie Landsberg geb. Simon Jg. 1863 | Deportiert 1942 Theresienstadt Tot 19.1.1943                   | Stolperstein für Julie Landsberg geb. Simon               | Stolpersteine                                 |
| St. Johannerstraße 2 · Sprendlingen ·      | 28. März 2009 | Otto Landsberg Jg. 1894             | Deportiert 1942 Lublin ???                                     | Stolperstein für Otto Landsberg                           | Stolpersteine                                 |
| St. Johannerstraße 2 · Sprendlingen ·      | 28. März 2009 | Else Landsberg geb. Wolf Jg. 1898   | Deportiert 1942 Lublin ???                                     | Stolperstein für Else Landsberg geb. Wolf                 | Stolpersteine                                 |
| Gau-Bickelheimerstraße 11 · Sprendlingen · | 28. März 2009 | Wolfram Rector Jg. 1885             | Deportiert 1942 Lublin ???                                     | Stolperstein für Wolfram Rector                           | Stolpersteine                                 |
| Gau-Bickelheimerstraße 11 · Sprendlingen · | 28. März 2009 | Walter Rector Jg. 1928              | Deportiert 1942 Lublin ???                                     | Stolperstein für Walter Rector                            | Stolpersteine                                 |
| Gau-Bickelheimerstraße 11 · Sprendlingen · | 28. März 2009 | Rosa Rector geb. Stern Jg. 1883     | Deportiert 1942 Lublin ???                                     | Stolperstein für Rosa Rector geb.Stern                    | Stolpersteine                                 |
| Schulstraße 9 · Sprendlingen ·             | 28. März 2009 | Oskar Schloss Jg. 1885              | Deportiert 1942 Lublin ???                                     | Stolperstein für Oskar Schloss                            |                                               |
| St. Johannerstraße 16 · Sprendlingen ·     | 4. Juli 2012  | Karoline Neuberger Jg. 1854         | Deportiert 1942 Theresienstadt Tot 16.11.1942                  | Stolperstein für Karoline Neuberger                       |                                               |
| Gau-Bickelheimerstraße 5 · Sprendlingen ·  | 4. Juli 2012  | Clara Koppel Jg. 1878               | Deportiert 1942 Theresienstadt Tot 11.10.1942                  | Stolperstein für Clara Koppel                             | Stolpersteine                                 |
| Gau-Bickelheimerstraße 5 · Sprendlingen ·  | 4. Juli 2012  | Margot Koppel Jg. 1905              | Deportiert 1942 Richtung Osten Schicksal unbekannt             | Stolperstein für Margot Koppel                            | Stolpersteine                                 |
| Gau-Bickelheimerstraße 59 · Sprendlingen · | 4. Juli 2012  | Friedrich Stern Jg. 1891            | Deportiert 1941 Minsk Ermordet                                 | Stolperstein für Friedrich Stern                          | Stolpersteine für Familie Stern               |
| Gau-Bickelheimerstraße 59 · Sprendlingen · | 4. Juli 2012  | Ferdinand Stern Jg. 1926            | Deportiert 1941 Minsk Ermordet                                 | Stolperstein für Ferdinand Stern                          | Stolpersteine für Familie Stern               |
| Gau-Bickelheimerstraße 59 · Sprendlingen · | 4. Juli 2012  | Berta Stern geb. Rosenthal Jg. 1901 | Deportiert 1941 Minsk Ermordet                                 | Stolperstein für Berta Stern geb. Rosenthal               | Stolpersteine für Familie Stern               |
| Gertrudenstraße 27 · Sprendlingen ·        | 6. Nov. 2013  | Irma Schloss Jg. 1901               | Deportiert 1940 Gurs Interniert Drancy 1942 Auschwitz Ermordet | Stolperstein Sprendlingen Gertrudenstraße 27 Irma Schloss | Stolpersteine Sprendlingen Gertrudenstraße 27 |
| Gertrudenstraße 27 · Sprendlingen ·        | 6. Nov. 2013  | Anna Schloss Jg. 1894               | Deportiert 1942 Ermordet in Treblinka                          | Stolperstein Sprendlingen Gertrudenstraße 27 Anna Schloss | Stolpersteine Sprendlingen Gertrudenstraße 27 |
| Gertrudenstraße 27 · Sprendlingen ·        | 6. Nov. 2013  | Martha Schloss Jg. 1892             | Schicksal unbekannt                                            |                                                           | Stolpersteine Sprendlingen Gertrudenstraße 27 |
| St. Johannerstraße 33 · Sprendlingen ·     | 6. Nov. 2013  | Gertrud Metzger Jg. 1880            | Deportiert 1941 Kowno Fort IX Ermordet 25.11.1941              | Stolperstein für Gertrud Metzger                          | Stolpersteine                                 |
| St. Johannerstraße 33 · Sprendlingen ·     | 6. Nov. 2013  | Berta Metzger Jg. 1884              | Deportiert 1941 Lodz/Litzmannstadt Ermordet                    | Stolperstein für Berta Metzger                            | Stolpersteine                                 |